# Uganda ai Giochi della XIX Olimpiade
L'Uganda partecipò ai Giochi della XIX Olimpiade che si sono svolti a Città del Messico dal 12 al 27 ottobre 1968, con una delegazione di 18 atleti impegnati in due discipline: atletica leggera e pugilato. Il bottino della squadra, alla sua quarta partecipazione ai Giochi, fu di una medaglia d'argento e una di bronzo entrambe conquistate nel pugilato: furono le prime medaglie olimpiche nella storia del paese.

## Medaglie
| Medaglia | Atleta           | Sport    | Evento     |
| -------- | ---------------- | -------- | ---------- |
| Argento  | Eridadi Mukwanga | Pugilato | Pesi gallo |
| Bronzo   | Leo Rwabdogo     | Pugilato | Pesi mosca |